# Małopolski Wyścig Górski 2006

W dniach 2-5 sierpnia odbyła się 44. edycja Małopolskiego Wyścigu Górskiego, który rozpoczął się kryterium ulicznym w Krakowie a zakończył w Krynicy-Zdroju. W klasyfikacji generalnej najlepszy okazał się Marek Rutkiewicz.

## Etapy
| Etap    | Data       | Trasa                           | Długość                | Zwycięzca etapu  | Lider po etapie  | Wikinews |
| ------- | ---------- | ------------------------------- | ---------------------- | ---------------- | ---------------- | -------- |
| Prolog  | 2 sierpnia | Kraków                          | 40 (Kryterium uliczne) | Tomasz Kiendyś   | Robert Radosz    | wynik    |
| 1. etap | 3 sierpnia | Gdów – Kalwaria Zebrzydowska    | 150                    | Marcin Sapa      | Marcin Sapa      | wyniki   |
| 2. etap | 4 sierpnia | Spytkowice – Jordanów           | 179                    | Marek Rutkiewicz | Marek Rutkiewicz | wyniki   |
| 3. etap | 5 sierpnia | Świątniki Górne – Krynica-Zdrój | 162                    | Robert Radosz    | Marek Rutkiewicz | wyniki   |